# Теодор Радосављевић
Теодор „Теја” Радосављевић (1805–1873) био је аустријски војни официр, конзул у Кнежевини Србији (1850–1858) и комесар Срема током током Српског народног покрета (1848–1849). За заслуге царевини Радосављевићима је додељен племићки статус 1836. године.

## Биографија
Рођен је у Шимановцима граничарској породици оца Аврама Радосављевића, капетана Петроварадинске регименте.
Прва дужност коју је обављао била је 1826. као аудитор-практикант при дворском ратном савету у Бечу. Године 1831. унапређен је у чин старијег поручника а 1836. у чин капетана-аудитора судске струке.
Упркос чиновничком службовању римокатоличкој држави, остао је национално и верски свестан. Радио је за српске националне интересе и био близак сарадник патријарха Рајачића. Током ратног стања у Срему 1849. био је главнокомандујући српских трупа и успео је да очува стабилност. Аустријски генерал Хајек Валдштетер писао је Министарству рата у Бечу да је Радосављевић водио послове и у војном и у жупанијском делу Срема свом снагом и енергијом, иако у крајње тешким околностима. Генерал у писму наводи да је Радосављевић поштен, свестрано образован, одан Царском двору и да одлучно чува интересе Војне границе, што у постојећим приликама не би успело ни једном другом човеку. Због заслуга у ратним збивања, Срби из Војводине га промовишу у чин народног пуковника а Беч у чин мајора.
Противио се предлогу Беча да се уместо српског поново уведе немачки језик за администрацију Регименте. Том приликом је патријарху Рајачићу писао: Онда би свима било јасно да ништа нисмо друго до само подла оруђа и сињи робови били и остали, који само на вечиту срамоту нашу сопствену слободу у главу утукли. Но тако је увек с нама било: Наше издрмало, туђе називало.
Књижевник Јаков Игњатовић тврдио је да се у либералнијим круговима о њему говорило да је аустријски реакционар и да је изван званичних кругова био непопуларан, али је навео чињеницу да је младим Србима обезбеђивао посао лаћмана и да се према свима носио обзирно и брижљиво.
Током деловања у Војводини остварио је велики ауторитет и утицаја на патријарха. За време дипломатског представљања у Београду такође остварује значајан утицај на кнеза Александра Карађорђевића, посебно у последњих осам година његове владавине. За време Радосављевићевог конзуловања дошло је до успона у аустријско-српским односима. Радосављевић је остваривао лични утицај на двор, значајне личности Србије тог времена и тиме утицао на политичке и друштвене прилике у земљи.

## Одликовања
- Орден Црвеног орла, Пруска[1]
- Орден Спаситеља, Грчка[1]
- Орден Леополда, витешки крст са ратнoм декoрацијoм, уз орден му је додељена и титула von Posavina, Аустријско царство[1]
- Орден Албрехта, у степену командера, Саксонија[1]
- Орден Меџидије и Крст за војну службу, трећег реда, Османско царство[1]
- Ознака за вoјну службу прве класе за официре након 25 год. службе[1]